# Calderyt
Calderyt - minerał z grupy granatów żelazowych, należący do klasy krzemianów. 

## Właściwości
• zabarwienie spowodowane jest przez obecność Mn²⁺ i Mn³⁺, Fe³⁺ oraz wapń;
• nie wykazuje dwójłomności, ani pleochroizmu;
• jest przezroczysty do półprzezroczystego i nie wykazuje rozszczepienia; 

## Występowanie
Kalderyt występuje w złożach manganu oraz w formacjach żelaza.  Występuje często w towarzystwie minerałów takich jak: piroluzyt, egiryn, hematyt, rodonit, rodochrozyt, kwarc oraz kutnohorit.

## Miejsce występowania
Calderyt został nazwany na cześć geologa Jamesa Caldera, który pracował nad geologią Indii. Początkowo nazwa została nadana skale występującej w złożach manganu w Katkamsandi oraz Netra (dystrykt Balaghat, Indie). Z czasem nazwa została przeniesiona na główny minerał znajdujący się w tych złożach. W 1909 roku minerał został opisany jako pochodzący z regionu Otjozondjupa w Namibii. Został odkryty również m.in. w Szwecji, USA, Szwajcarii, Rumunii czy Kanadzie. 